# شویهوف (ناحیه راکوونیک)
شویهوف (به چکی: Švihov) یک منطقهٔ مسکونی در جمهوری چک است که در ناحیه راکوونیک واقع شده‌است.